# Coalició d'Organitzacions Progressistes de Formentera
La Coalició d'Organitzacions Progressistes de Formentera és la unió de totes les forces nacionalistes, progressistes i d'esquerres de l'illa de Formentera. A nivell municipal (l'illa és un únic municipi) és el principal partit de Formentera.
Les primeres eleccions a les quals es va presentar la COP van ser les municipals i autonòmiques de 1999. En aquests comicis, la COP aconseguí la majoria absoluta a l'Ajuntament de Formentera, amb el 54,97% dels vots vàlids i 8 dels 13 regidors que formen el consistori. La COP també fou la candidatura més votada en les autonòmiques aconseguint l'únic diputat de la circumscripció de Formentera, que fou Santiago Ferrer i Costa. Aquest diputat fou decisiu per al canvi de majoria en el Consell Insular d'Eivissa i Formentera, car a l'illa d'Eivissa tant el Partit Popular com el Pacte de Progrés havien aconseguit 6 escons.
La Coalició d'Organitzacions Progressistes de Formentera tornà a presentar-se a les eleccions municipals i autonòmiques de 2003. En aquesta ocasió, la COP tot i ser la força més votada a les municipals, amb el 41,31% dels vots vàlids, es va quedar a un regidor de la majoria absoluta i va perdre la batllia de l'illa, que va passar a mans del Partit Popular. Posteriorment, el 2005, la COP ha recuperat l'alcaldia de Formentera, sent-ne elegit batlle Isidor Torres Cardona, el qual ja havia ocupat aquest càrrec entre 1999 i 2003.
Quant a les eleccions autonòmiques de 2003, la COP va perdre l'escó obtingut el 1999, escó que passà a mans de la conservadora Agrupació Independent Popular de Formentera.

## Resultats electorals
| Elecció | Vots  | %     | Escons | +/– | Candidat              | Govern   |
| ------- | ----- | ----- | ------ | --- | --------------------- | -------- |
| 1999    | 1.536 | 54,97 | 8 / 13 | Nou | Isidor Torres Cardona | Majoria  |
| 2003    | 1.333 | 41,31 | 6 / 13 | 2   | Isidor Torres Cardona | Coalició |